# Christian Pedersen
Christian Rudolf Pedersen, född 17 september 1920 i Horsens, död 24 november 1999 i Kongens Lyngby, var en dansk tävlingscyklist.
Pedersen började sin cyklistbana i Horsens men flyttade till Köpenhamn. Han vann danska mästerskapet på landsväg med gemensam start 1943–1945 och på 100 km med start med tidsmellanrum 1946 och 1947. Han slog 1941 två gånger världsrekordet för amatörer i 12-timmarslopp på bana, men rekorden blev ej godkända. Han satte 1941 danskt rekord i entimmeslopp (utan motorpace) med 42 175 meter och vann 1942 landskampen mot Sverige. Han var även verksam som silverslipare i Köpenhamn.